# Tu-204

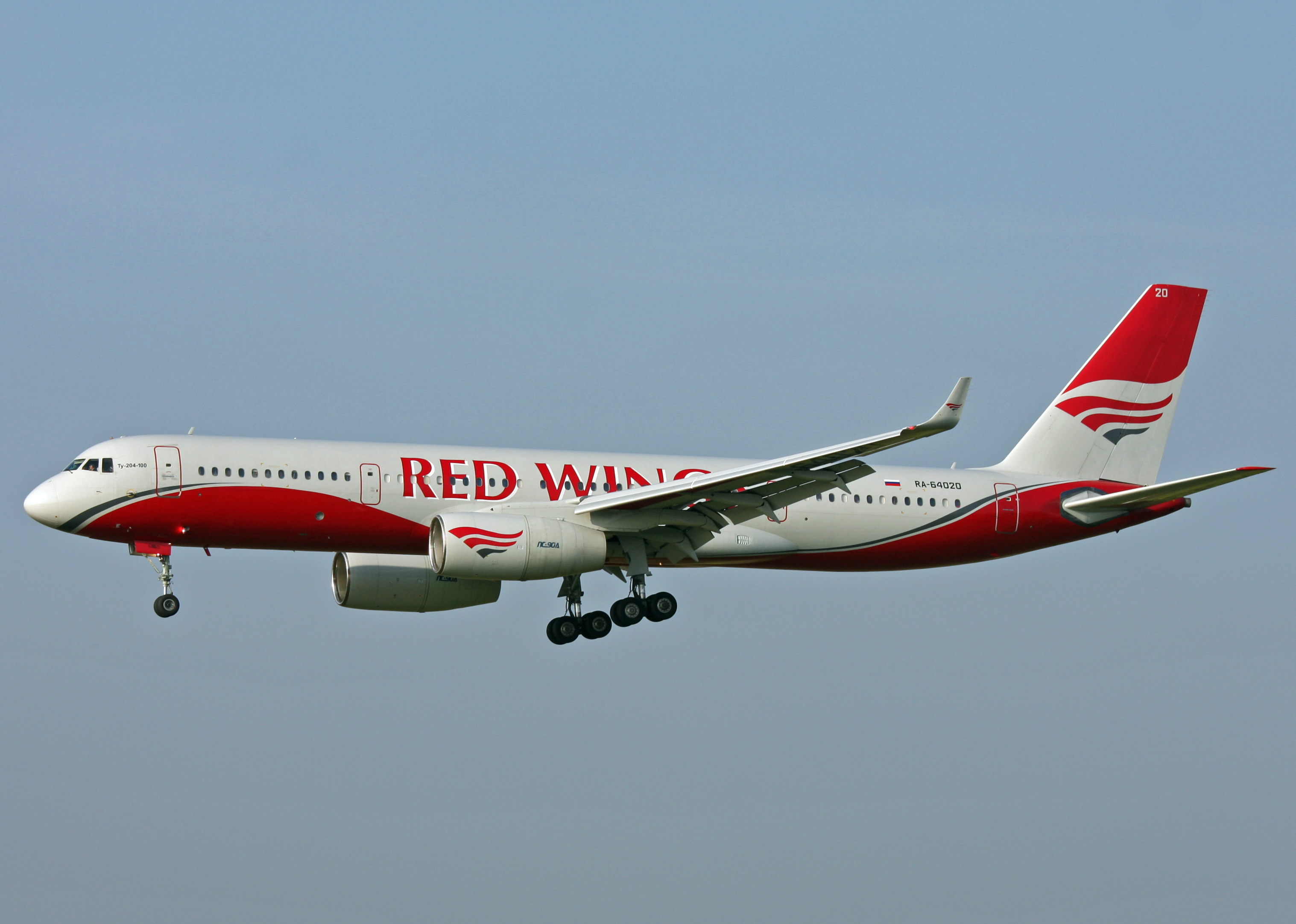
Tu-204-100 linii Red Wings

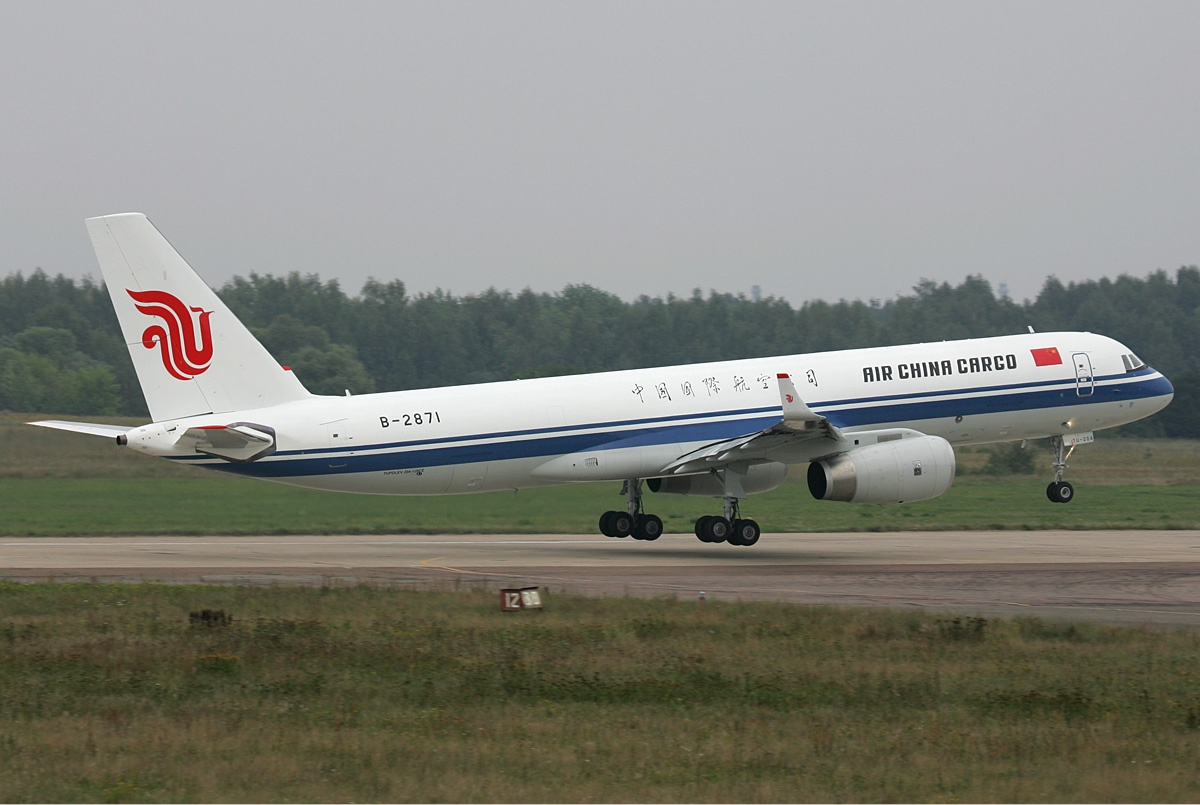
Towarowa wersja Tu-204-120CE w malowaniu linii Air China Cargo

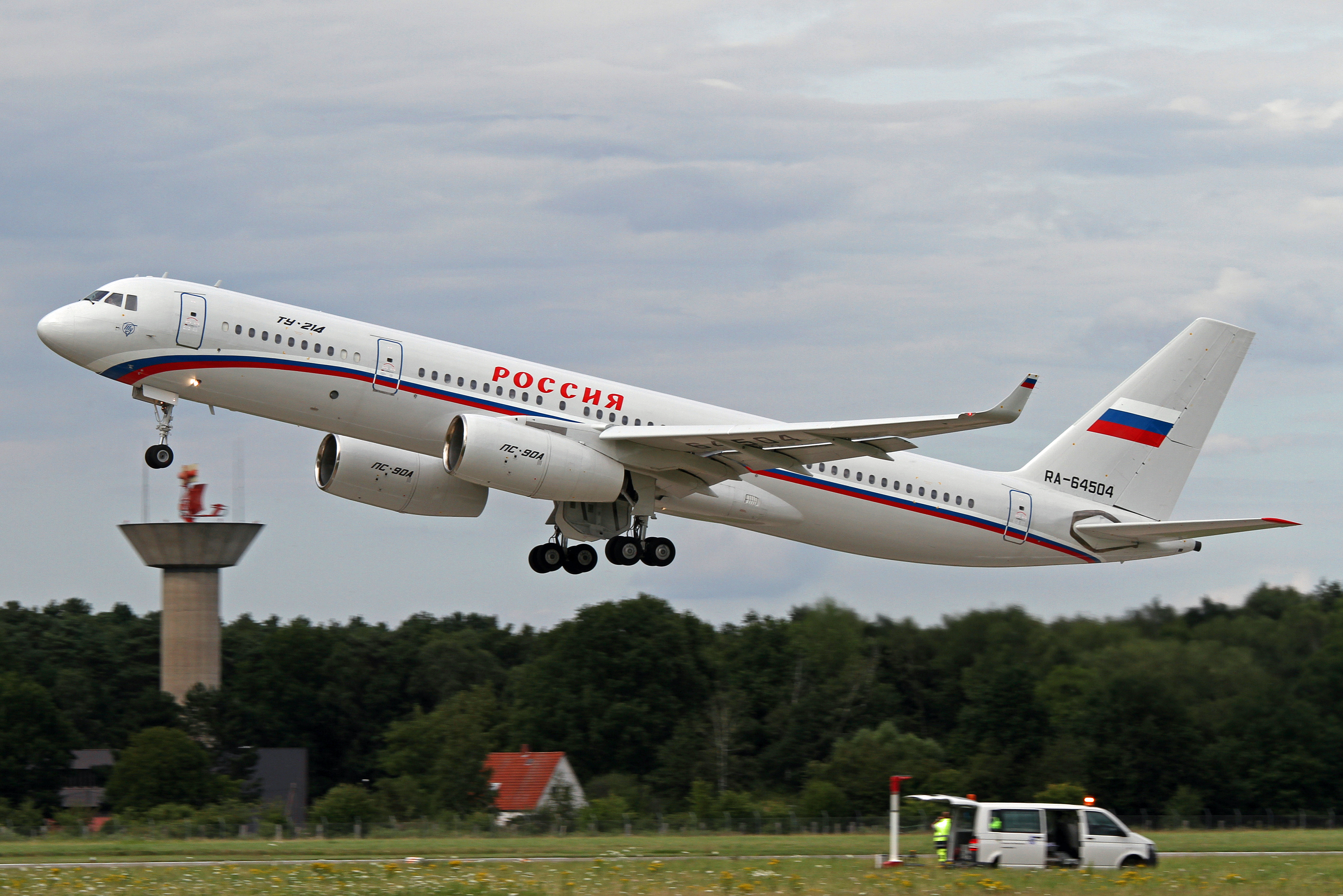
Tu-214 w malowaniu floty rządowej linii Rossija

Tu-204 (ros. Ту-204) – dwusilnikowy samolot pasażerski średniego zasięgu skonstruowany w biurze technicznym Tupolewa, na zamówienie Aerofłotu. Jako odpowiednik amerykańskiego Boeinga 757, miał zastąpić także starzejący się trzysilnikowy Tu-154.

## Tworzenie i projekt
Tu-204 został stworzony w odpowiedzi na zapotrzebowanie na średniej wielkości samolot, wykorzystywany zarówno w ruchu pasażerskim, jak i towarowym. Charakteryzuje się niskimi kosztami obsługi, niskim poziomem hałasu, oraz szerokimi możliwościami modyfikacji. Tupolew Tu-204 może być napędzany za pomocą silników turbowentylatorowych Awiadwigatiel PS-90 lub Rolls-Royce RB211. Jest produkowany w dwóch największych rosyjskich ośrodkach przemysłu lotniczego, w Uljanowsku i w Kazaniu. Oblot prototypu nastąpił 2 stycznia 1989 r.
Kabina Tu-204 w konfiguracji jednoklasowej mieści do 210 pasażerów, a w konfiguracji dwu lub trzyklasowej od 164 do 193 pasażerów. Fotele w klasie ekonomicznej są ustawione w konfiguracji 3+3, zaś w klasie biznes, w konfiguracji 2+2. Odległość między rzędami foteli w klasie business wynosi 810 mm. Klasy są rozdzielane za pomocą kurtyn.
W 1994 roku Tu-204 wyposażony w silniki PS-90A uzyskał pierwszy certyfikat lotniczy. Wariant Tu-204-120 został wyposażony w silniki Rolls-Royce RB211-535E4 co pozwoliło uzyskać zgodę ICAO na wykorzystanie przez operatorów europejskich. Na bieżąco dąży do otrzymania certyfikatu JAA. Samoloty zostały przystosowane do rosyjskiego standardu AP-25 (zgodnego z FAR-25 i JAR-25).
Ponadto powstała wersja długodystansowa Tu-204-300, którą oblatano 18 sierpnia 2003 r. Wersja transportowa, oznaczona jako Tu-204C, może przetransportować do 27. ton ładunku.

## Technologia
Tupolew Tu-204 jest przedstawicielem nowej generacji rosyjskich samolotów. Wraz z Iłem-96, Tu-204 ma wiele nowoczesnych rozwiązań konstrukcyjnych, takich jak:
- fly-by-wire
- szklany kokpit – dostępny zarówno w modelach przeznaczonych na rynek rosyjski, jak i europejski
- wyposażenie skrzydeł w winglety
- zaawansowana awionika pokładowa
- pierwszy rosyjski samolot wykorzystujący silniki zachodniej produkcji (Rolls-Royce RB211)

## Wersje
Tu-204/204C
Pierwsza wersja pasażerska która weszła do produkcji seryjnej. Wersja towarowa oznaczona „C” (Cargo).
Tu-214 (dawne Tu-204-100/200) 
Jest wersją Tu-204 napędzaną silnikami Sołowiewa (obecnie Awiadwigatiel) PS90A, o ciągu 157 kN. Wyposażony w awionikę i podzespoły rosyjskiej produkcji. Wszedł do seryjnej produkcji w styczniu 1995 roku. Tu-204-100 projektowo miał maksymalną masę startową 103 ton, z 196 pasażerami w konfiguracji dwuklasowej. Tu-204-200 (ob. Tu-214) jest wersją o wydłużonym zasięgu i z większymi zbiornikami paliwa. Tu-214 jest produkowany przez KAPO.
Specjalistycznymi wersjami Tu-214 są: Tu-214R, Tu-214ON, Tu-214SR, Tu-214SUS, Tu-214PU-SBUS, Tu-214ŁMK.
Ministerstwo Obrony Federacji Rosyjskiej planuje użyć tego modelu do budowy samolotu ZOP.
Tu-204-120/220
Wersja napędzana silnikami Rolls-Royce RB211-535 o ciągu 192 kN. Tu-204-120 ma maksymalną masę startową na poziomie 103 ton, z 196 pasażerami w konfiguracji dwuklasowej, maksymalny zasięg wynosi 4600 km.
Tu-204-300
Skrócona wersja, o kadłubie krótszym o 6 m od wersji podstawowej. Cechuje się wydłużonym zasięgiem, mniejszym zużyciem paliwa, oraz większą ekonomiką lotu. Produkowany w dwóch wersjach, jednej mieszczącej 166 pasażerów w konfiguracji dwuklasowej, o zasięgu 9300 km, oraz drugiej mieszczącej także 166 pasażerów w konfiguracji dwuklasowej, lecz o zasięgu 3500 km.
Tu-204SM
Wersja z silnikami PS-90A2 i nową pomocniczą jednostką zasilającą.
Tu-204-500
Wersja oparta na Tu-204-300, przeznaczona do użytkowania na krótszych trasach. Wyposażona w skrzydła o krótszej rozpiętości i mniejszej powierzchni nośnej. Osiąga maksymalna prędkość 0,84 Ma. Zaprojektowany jako odpowiednik Boeinga 737.
Tu-206 i Tu-216
Wersje przystosowana do napędu alternatywnymi paliwami. Tu-206 napędzany jest skroplonym gazem ziemnym, natomiast Tu-216 napędzany jest wodorem.

## Użytkownicy
Użytkownicy w dniu 8 lutego 2024:
| Operator                                       | Liczba | Uwagi         |
| ---------------------------------------------- | ------ | ------------- |
| Air Koryo                                      | 2      |               |
| Aviastar-TU                                    | 3      |               |
| Biuro Konstrukcyjne Tupolewa                   | 1      |               |
| Business Aero                                  | 1      |               |
| Cubana de Aviación                             | 1      |               |
| Federalna Służba Wojsk Gwardii Narodowej Rosji | 1      |               |
| KAPO                                           | 1      |               |
| Kosmos                                         | 2      |               |
| Red Wings                                      | 3      |               |
| Rossija                                        | 18     | Flota rządowa |
| RusJet                                         | 1      |               |
| RussAir                                        | 1      |               |
| Siły Powietrzne Federacji Rosyjskiej           | 6      |               |
| TARP Aviation                                  | 1      |               |
| Łącznie                                        | 42     |               |

## Wypadki
- 29 grudnia 2012 Tu-204 obsługujący rejs WZ9268 na trasie Pardubice – Moskwa, wypadł z pasa startowego podczas lądowania na lotnisku Wnukowo w Moskwie. Spośród ośmioosobowej załogi zginęło 5 osób.